# Morra

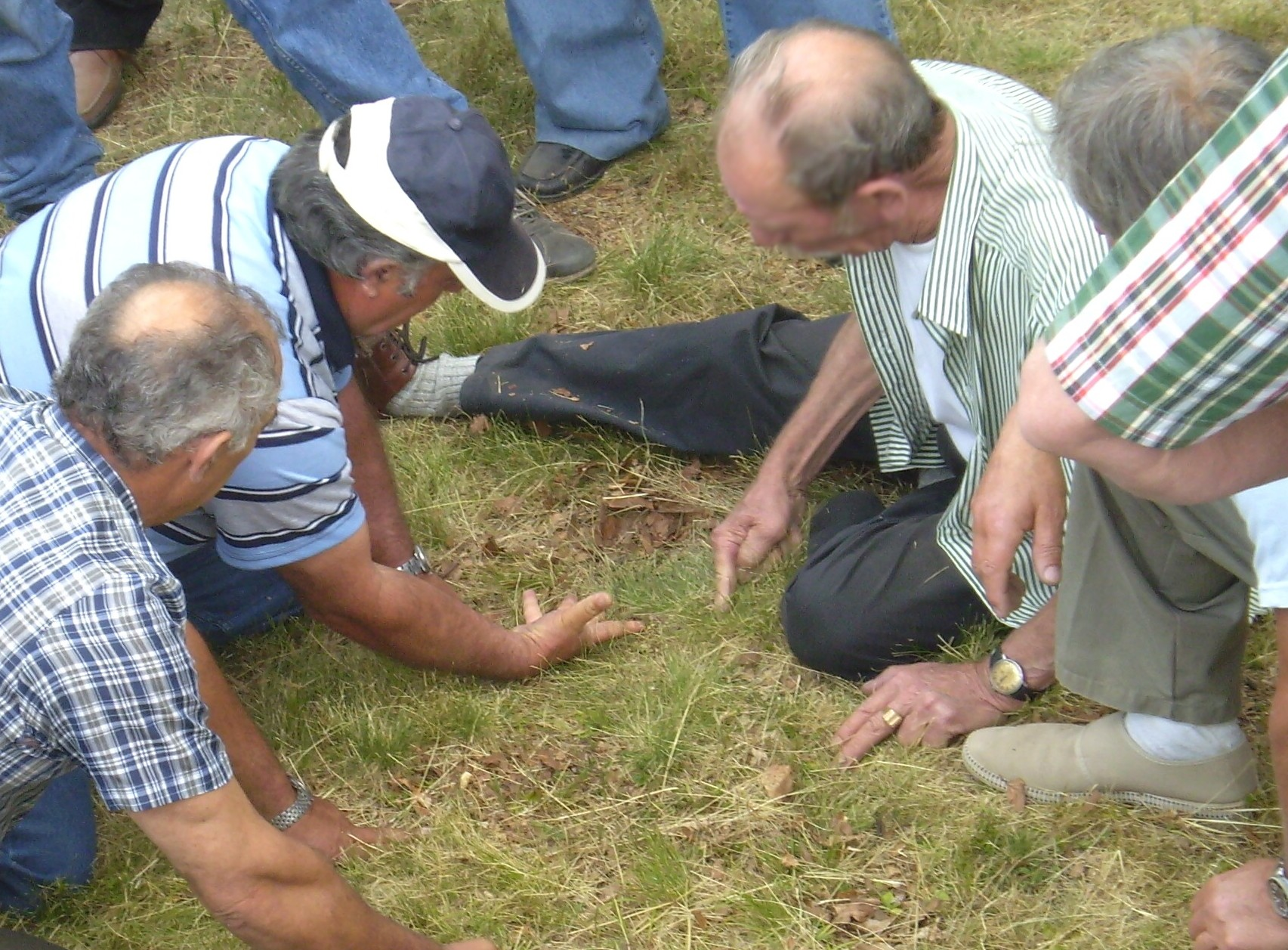
Morra

A morra é um jogo tradicional muito popular na Itália e entre emigrantes italianos no mundo todo.

## Regras
O jogo consiste em adivinhar a soma dos números que são mostrados com os dedos pelos jogadores. Simultaneamente os dois jogadores estendem o braço mostrando o punho cerrado ou com alguns dedos abertos, segundo sua escolha, enquanto gritam (quase como uma tentativa de intimidar o adversário) um número de 2 a 10 (a morra) geralmente em formas dialectais e ligeiramente modificado para torná-lo monossilábico. 
O jogador que adivinha a soma conquista o ponto disputado e, no caso de jogo por equipes, mantém a mão e deverá combater com outro jogador da equipe concorrente. Se ambos os jogadores adivinham a soma o jogo continua e ninguém vence o ponto. O jogo termina quando se alcança uma pontuação previamente estabelecida.
Pode-se jogar um contra um (a forma básica da morra), dois contra dois, ou quatro jogadores divididos em equipes. Esta última modalidade é a melhor, e aquela em que o fator sorte é menos decisivo, sendo substituído pela habilidade dos jogadores  das equipes em que estratégias de jogo.